# 島崎譲
島崎 譲（しまざき ゆずる、本名・旧ペンネーム：竹之越 江津子、1962年8月20日 - ）は、日本の女性漫画家。

## 経歴
神奈川県出身。幼少時にアニメ『サイボーグ009』に強い刺激を受け、漫画家を志す。1981年、専門学校在学中に「おやじの日曜日」（『デラックスマーガレット』掲載）でデビュー。専門学校卒業後は『増刊少年サンデー』に読み切りを多数発表する一方で、アニメーターとしても活動していた。
1985年に『週刊少年マガジン』にて『青竜の神話』で初連載する際にペンネームを現行に変更。その後20年近くは講談社の漫画雑誌で作品を発表し続けていたが、『MiChao!』での連載終了後は講談社から離れる。異世界歴史ファンタジーを得意としていたが、歴史漫画を軸に描くようになる。近年は松本零士作品のリメイク・続編も手掛ける。

## 人物
- 親戚に落語家の桂枝太郎がいる。
- 2003年末の『リオン』完結後、腱鞘炎のため一時期休業。『宇宙戦艦ヤマト』の企画のオファーがあったが流れている[4]。
- 2008年にブログを開設。未公開イラストを積極的にアップしている。

## 漫画

### 連載
- 青竜の神話（『週刊少年マガジン』1985年26号-1986年1号）
- 蒼き氷河の果てに（『週刊少年マガジン』1986年26号-29号）
「植村直己物語」の副題が付くこともある[5]
- THE STAR（『週刊少年マガジン』1987年19号-1991年31号） ※原案協力：藤本ひとみ[6]
- 覇王伝説 驍（『週刊少年マガジン』 1991年43号-1993年28号、1993年43号-1995年34号）
- 風の如く火の如く（『マガジンGREAT』 1995年12月号-1999年5月号） ※原作：鷹司
- 花影戦記　妖魔降臨（『月刊少年マガジン』 1997年3月号-9月号） ※原作：鷹司
- 征神記ヴァルナス（『月刊マガジンZ』 1999年8月号-2002年2月号）
- リオン（『月刊マガジンZ』 2002年7月号-2004年1月号） ※原作：和田慎二
- 関羽、出陣!（『コミック三国志マガジン』 2005年）
- 呂布が起つ!（『コミック三国志マガジン』 2006年）
- 花かんざし捕物帖（『MiChao!』 2006年-2009年） ※原作：山田風太郎『おんな牢秘抄』
- お江〜信長の系譜〜 （『月刊コミック大河』 2010年06/25号-2010年10/25号） ※シナリオ協力：東城太郎
- 御宿かわせみ （『コミック乱ツインズ』 2012年2月号-2013年5月号)　※原作：平岩弓枝
- ガンフロンティア〜ハーロック&トチロー青春の旅〜（『チャンピオンRED』 2016年12月号-2017年5月号） ※原作・総設定・デザイン：松本零士
- 銀河鉄道999 ANOTHER STORY アルティメットジャーニー（『チャンピオンRED』 2018年5月号-2022年9月号、2024年12月号-2025年4月号、全52話） ※原作・総設定・デザイン：松本零士

### 主な読み切り
- 危剣は折れず!（『週刊少年サンデー増刊号』）・・・竹之越江津子名義　※第2回同人誌グランプリ作品部門入賞作
- 君は単細胞!（『週刊少年サンデー増刊号』）・・・竹之越江津子名義
- 感動しちゃいそ（『週刊少年サンデー増刊号』）・・・竹之越江津子名義
- あいつは好敵手（ライバル）（『週刊少年サンデー増刊号』）・・・竹之越江津子名義
- 青春の水しぶき（『週刊少年サンデー増刊号』）・・・竹之越江津子名義
- ぼくん家の修司くん（『週刊少年サンデー増刊号』）・・・竹之越江津子名義
- ラスト・シュート（『週刊少年マガジン』1986年52号）
- 戦、売ります! 雑賀孫市伝（『コミック戦国マガジン』Vol.1とVol.2に掲載、2005年）
- 宇宙海賊キャプテンハーロック誕生秘話（サンエイムック『完全保存版 松本零士大解剖 無限の零次元宇宙編』に掲載、2016年）